# Hellbindiger Holzbuntkäfer
Der Hellbindige Holzbuntkäfer (Tilloidea unifasciata) ist ein Käfer aus der Familie der Buntkäfer und der Unterfamilie Tillinae.
Der Artname „unifasciata“ bezieht sich auf die Tatsache, dass der Käfer auf den Flügeldecken eine auffallende weiße Querbinde trägt (uni (lat.)= „eins“, fasciata (lat.)= „gebändert“).

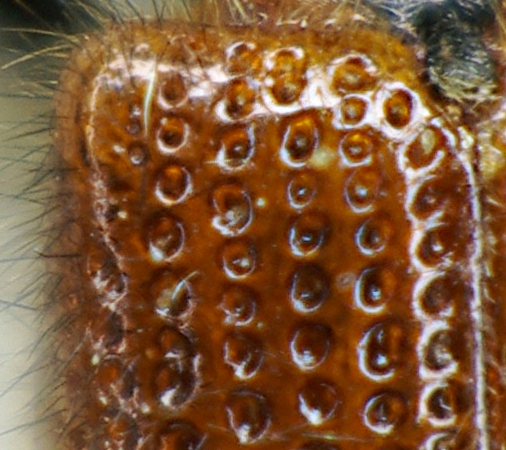
Abb. 1: Punktierung der Flügeldecke im Bereich der Schulter

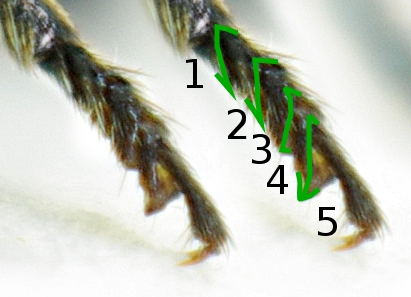
Abb. 2: Tarsus des Vorderfußes, Kopie rechts mit durchnummerierten Tarsengliedern und Grenzen der Tarsenglieder grün nachgezogen

## Merkmale des Käfers
Der Körper ist zylindrisch und knapp viermal so lang wie breit. Kopf, Halsschild und Schultern sind abstehend lang und borstig behaart.
Der Kopf ist nach unten geneigt. Das letzte Glied des gut entwickelten Lippentasters ist beilförmig. Die elfgliedrigen Fühler verbreitern sich nach außen, das 9. und 10. Glied sind aber nicht breiter als die mittleren Fühlerglieder. Die Fühlerglieder sind ab dem vierten nach innen sägezahnartig verlängert. Die Facettenaugen sind groß und an der Fühlerbasis tief eingebuchtet.
Der Halsschild ist schwarz, dicht punktiert, deutlich länger als breit und gerandet. Am Vorderrand ist er etwa so breit wie der Kopf. An der Basis verjüngt er sich und ist gürtelartig abgeschnürt und dort deutlich schmaler als die Flügeldecken.
Die Flügeldecken haben fast rechtwinklige Schultern, verlaufen an den Seiten parallel und sind hinten einzeln verrundet. Sie sind in Reihen sehr grob punktiert, die Reihen verlöschen nach hinten. Die Zwischenräume der Punkte sind kleiner als diese und unpunktiert (Abb. 1). An den Schultern sind die Flügeldecken lang und dunkel, dahinter kürzer und heller rau behaart. Sie sind an der Basis gewöhnlich um weniger als die halbe Länge rot gefärbt, dahinter schwarz. Im vorderen Bereich des schwarzen Teiles befindet sich eine breite weiße Querbinde. Selten reicht der rote Bereich bis an den Vorderrand der Querbinde. Die Querbinde setzt sich bis zur schwarzen Deckflügelnaht fort.
Die Vorderhüfthöhlen sind hinten offen, die Vorderhüften einander genähert, die Hinterhüften breit getrennt. Die Tarsen sind deutlich fünfgliedrig, die Glieder 1 bis 4 sind tütenartig ineinandergesteckt (Abb. 2).
Die Vordertarsen sind nicht breiter als die anderen Tarsen. An der Hintertarse ist das Basalglied nicht kürzer als das zweite Glied. Die Klauen haben an der Innenseite beidseitig je einen kleinen Zahn.

## Biologie
Man findet die Art im Frühsommer an alten Hölzern, beispielsweise Rebholz, und auf blühendem Gesträuch. Der Käfer stellt im Holz lebenden Insekten nach.

## Verbreitung
Tilloidea unifasciata ist nur stellenweise und meist selten anzutreffen. Das Verbreitungsareal ist etwas diffus. In folgenden Staaten kommt der Käfer vor:
- Spanien
- Frankreich
- Großbritannien
- Schweiz
- Österreich
- Italien
- Griechenland
- Tschechien
- Ungarn
- Kroatien
- Serbien
- Türkei